# Большая Авландя
Большая Авландя, или Большая Ауланджа, — река в России, протекает по территории Северо-Эвенского района Магаданской области. Правый приток Омолона, впадает в него 814 км от устья. Протекает по территории Северо-Эвенского района Магаданской области, вдали от населённых пунктов. Длина реки — 120 км, площадь водосборного бассейна — 1840 км².

## Данные водного реестра
По данным государственного водного реестра России относится к Анадыро-Колымскому бассейновому округу, речной бассейн реки — Колыма, речной подбассейн — Омолон. Водохозяйственный участок реки — река Омолон.
Код объекта в государственном водном реестре — 19010200112119000049357.